# Adam Johann Gottlob von Wrochem
Adam Johann Gottlob von Wrochem (auch Gottlob Adam Johann) (geb. 24. Februar 1765 in Dollendzin; gest. 11. November 1840 in Pschow) war ein preußischer Leutnant und Landrat.

## Herkunft
Adam Johann Gottlob von Wrochem war Angehöriger des oberschlesischen Adelsgeschlechts Wrochem. Er war der Sohn von Johann Heinrich von Wrochem (1735–1806), Landrat des Landkreises Ratibor und dessen Ehefrau (∞ 1758) Beate Helene (1735–1800), geb. von Marklowsky.

## Leben
Adam Johann Gottlob besuchte von 1779 bis 1782 die Ritterakademie in Liegnitz. Im Anschluss trat er in die preußische Armee ein und stieg dort im Kürassier-Regiments Nr. 12 von Dalwig bis zum Rang eines Leutnants auf. Im Jahr 1816 wurde er zum Landrat des Landkreises Ratibor ernannt. Nachdem er bis 1840 als Landrat amtiert hatte, wurde er mit einer Pension von 200 Talern entlassen.

## Persönliches
Adam Johann Gottlob von Wrochem war Herr auf Konstadt im Kreis Kreuzburg, Niewe und Borkwitz im Kreis Falkenberg, Pschow im Kreis Rybnik, Ossig im Kreis Lüben und Paniow  im Kreis Beuthen, das er im Jahr 1817 erworben hatte.
In erster Ehe war er seit dem 15. Juni 1790 mit Ernestine (1770–1797), geb. von Minningerode, verheiratet. Die Kinder aus dieser Ehe waren:
- Gottlob Adam Johann (1791–1794)
- Ernestine Beate (1791–1864)
- Wilhelm Gottlob (1792–1861)
- Heinrich Karl (1793–1798)
- Ida Caroline (1794–1860)
- Louise Mathilde (1795–1796)
- Richard Ludwig Friedrich (1796–1797)

In zweiter Ehe vermählte er sich 1799 mit Auguste Charlotte Sophie Gottliebe Freiin von Lyncker (1776–1841), geb. von Prittwitz. Ihre gemeinsamen Kinder waren:
- Emma Sophie (*/† 1800)
- Julius Gottlob (1801–1874)
- Hugo (*/† 1803)
- Otto (1806–1886)
- Sophie Charlotte (1807–1887)[3]
- Auguste Sophie (1809–1850)[4][5]
- Sophie Friederike (1810–1878)
- Emil (1811–1889)
- Adolf (1813–1853)